# 札幌市立太平中学校
札幌市立太平中学校（さっぽろしりつ たいへいちゅうがっこう）は、札幌市北区にある公立中学校。

## 教育目標
- 豊かな心を持ち、たくましく生きる生徒の育成